# أوسكار هولتر
أوسكار هولتر (بالسويدية: Oscar Holter)‏ هو كاتب أغاني ومنتج أسطوانات سويدي، ولد في 6 أكتوبر 1986.